# Karoline Heinze
Bettina Karoline Heinze (* 15. Oktober 1993 in Karlsruhe) ist eine ehemalige deutsche Fußballspielerin.

## Karriere

### Vereine
Heinze begann mit dem Fußballspielen bei den E-Junioren der SG VfB/Empor Glauchau in Westsachsen. Später wechselte sie ins Sportgymnasium Chemnitz, spielte beim DFC Westsachsen Zwickau und trainierte mit den Jungen des Chemnitzer FC. 2008 wechselte sie in die Jugend des 1. FFC Turbine Potsdam, besuchte die dortige Sportschule „Friedrich Ludwig Jahn“ und gewann zweimal die deutsche Fußballmeisterschaft der B-Juniorinnen. In der Saison 2009/10 spielte sie in der zweiten Mannschaft von Turbine Potsdam in der 2. Fußball-Bundesliga Nord. Zur Saison 2010/11 kam sie zum FF USV Jena, für den sie am 15. August 2010 im Alter von 16 Jahren ihr Debüt in der Bundesliga gab. Im Verlauf der Saison avancierte sie schnell zur Stammspielerin. Nach drei Jahren in Jena siedelte sie für ihr Studium in die USA über. Dort studiert sie an der University of Central Florida und spielt gleichzeitig für das Women's Soccer Team Knights, wo sie neben Lena Petermann und Sophie Howard die dritte deutsche U-20 Nationalspielerin in der Mannschaft der Knights war. Im Januar 2015 kehrte sie zum FF USV Jena zurück. Sie unterschrieb am 23. Januar 2015, einen Vertrag bis zum 30. Juni 2015. Nach ihren zweiten 3½ Jahren, verließ sie erneut den FF USV Jena und unterschrieb am 12. Juni 2018 einen 2-Jahres-Vertrag beim Frauen-Bundesliga-Aufsteiger Bayer 04 Leverkusen. Nach der Saison 2019/20 beendete sie ihre Karriere.

### Nationalmannschaft
Mit der U-17-Nationalmannschaft nahm Heinze an der Weltmeisterschaft 2010 in Trinidad und Tobago teil, kam jedoch nur zu einem Einsatz im Turnier.
Am 16. Oktober 2011 gab Karoline Heinze ihr Debüt in der U-19-Nationalmannschaft. Für die 2. EM-Qualifikationsrunde (27. März bis 6. April 2012 in Schweden) zur U-19-Europameisterschaft 2012 in der Türkei erhielt Karoline Heinze die Berufung von DFB-Trainerin Maren Meinert. Deutschland verpasste die Qualifikation für das Turnier, jedoch wurde Heinze im Sommer des gleichen Jahres in den deutschen Kader für die U-20-Weltmeisterschaft in Japan berufen. Dort kam sie im Gruppenspiel gegen die Auswahl der USA zu einem Turniereinsatz und wurde mit der Mannschaft nach einer Finalniederlage – wiederum gegen die USA – Vizeweltmeisterin.

## Persönliches
Heinze plante nach ihrem Abitur im Sommer 2013, zunächst ein Medizinstudium an der Friedrich-Schiller-Universität Jena aufzunehmen, entschied sich dann jedoch für ein Sportjournalismus-Studium, das sie im August 2013 an der University of Central Florida in Orlando begann. Im Januar 2015 brach sie das Studium in den USA ab und führte an der Friedrich-Schiller-Universität Jena ihr Medizinstudium fort. Aktuell studiert Heinze dort Sportmanagement und Kommunikationswissenschaft.

## Erfolge
- Deutsche B-Jugend-Meisterin: 2009, 2010 mit dem 1. FFC Turbine Potsdam
- U-20 Vizeweltmeisterin 2012